# Andrew Shue
Andrew Shue (Wilmington, 20 febbraio 1967) è un attore ed ex calciatore statunitense, principalmente noto per il ruolo di Billy Campbell nella serie televisiva Melrose Place.

## Biografia
Fratello dell'attrice Elisabeth Shue, studia presso la "Columbia High School" nel New Jersey, successivamente studia presso il "Dartmouth College", dove mette in mostra le sue doti di calciatore. In visita nello Zimbabwe, gioca nella squadra locale dei "Bulawayo Highlanders". Per un breve periodo gioca nella Major League Soccer, nella squadra dei Los Angeles Galaxy.
Debutta come attore, con un piccolo ruolo in Karate Kid - Per vincere domani, a cui seguono apparizioni in Crazy for you con Linda Fiorentino e Cocktail con Tom Cruise.
Nel 1992, viene selezionato per far parte del cast del serial tv di Aaron Spelling Melrose Place, spin-off di Beverly Hills 90210. Nel serial, interpreta la parte dell'aspirante scrittore, Billy Campbell, ruolo che interpreterà fino al 1998.
Nel 1997 ottiene una parte nel film di Francis Ford Coppola, L'uomo della pioggia, nel 2007, porta la sua passione per il calcio sul grande schermo, nel film Il mio sogno più grande al fianco di Carly Schroeder e della sorella Elisabeth, film di cui oltre essere interprete è anche autore della storia e produttore. Nel 2008 recita in un altro film calcistico Goal! 3.

## Filmografia

### Cinema
- Per vincere domani - The Karate Kid (The Karate Kid), regia di John G. Avildsen (1984) - non accreditato
- Crazy for You - Pazzo per te (Vision Quest), regia di Harold Becker (1985) - non accreditato
- Tutto quella notte (Adventures in Babysitting), regia di Chris Columbus (1987) - non accreditato
- Cocktail, regia di Roger Donaldson (1988) - non accreditato
- American Shaolin, regia di Lucas Lowe (1991)
- L'uomo della pioggia - The Rainmaker (The Rainmaker), regia di Francis Ford Coppola (1997)
- Il mio sogno più grande (Gracie), regia di Davis Guggenheim (2007)
- Goal III: Taking on the World, regia di Andrew Morahan (2009) - non accreditato

### Televisione
- Melrose Place – serie TV, 191 episodi (1992-1998)
- Blue Jeans (The Wonder Years) – serie TV, episodio 5x20 (1992)